# Anopinella brasiliana
Anopinella brasiliana là một loài bướm đêm thuộc họ Tortricidae. Loài này có ở Paraguay và Brasil.
Chiều dài cánh trước là 8.1-10.1 mm.
Larvae have been reared from the stem of Vernonia species.